# Michah Joseph Lebensohn
Michah Joseph Lebensohn, né à Vilna dans l'Empire russe (maintenant Vilnius en Lituanie) le 22 février 1828 et décédé le 17 février 1852 dans la même ville, est un poète Litvak (Juif lituanien) écrivant en hébreu.

## Biographie
Son père, le poète Abraham Bär Lebensohn, lui transmet le goût de la poésie hébraïque et l'encourage à apprendre le russe, le polonais, l'allemand et le français. Très tôt, le jeune Michah Joseph commence à traduire et à composer des chansons en hébreu. Il souffre de tuberculose durant les cinq à six dernières années de sa courte vie. En 1849, il se rend à Berlin et plus tard à Salzbrunn et dans d'autres villes thermales, où il cherche, sans résultat, un soulagement à la maladie dont il est atteint. A Berlin, il est initié à la culture allemande, y compris à la philosophie de Friedrich Schelling, et se lie d'amitié avec l'érudit juif Shneur Sachs (1815-1892). Vers la fin de 1850, il abandonne tout espoir de guérison et retourne à Vilna où il vit jusqu'à sa mort, à quelques jours de ses 24 ans.  

## Son œuvre
Le travail poétique de Lebensohn comprend : Harisut Troya, publié en 1849 à Vilna et republié en 1869 ; une traduction du troisième et quatrième chant de l'Énéide d'après la traduction en allemand de Schiller; Shire Bat Ẓiyyon (Chansons d'une fille de Sion), publié à Vilna en 1851 et republié en 1869, qui est consacré à des figures bibliques et historiques, dont chaque partie explore l'homme se confrontant à des questions fondamentales telles que l'identité, la foi et l'hérésie, la vie et la mort ; des poèmes épiques sur des thèmes juifs dont son beau-frère, Joshua Steinberg, publiera en 1859 une traduction allemande sous le titre Gesänge Zion's ; et Kinnor Bat Ẓiyyon (Violon d'une fille de Sion), un second volume des chansons précédentes publié à titre posthume par son père en 1870. Les élégies les plus notables sur sa mort sont celle de son père, intitulée Mikal Dim'ah (dans la seconde partie de Shire Sefat Ḳodesh) et celle de Judah Leib Gordon dans le drame allégorique Ho Aḥ, qui est situé dans la première partie de Kol Shire Yehudah.

## Sa poésie
La poésie de Michah Joseph Lebensohn surpasse celle de son père, et est caractérisée par un profond pathos et une beauté d'expression qui sont rares dans les poèmes en nouvel hébreu. Un autre thème notable est l'aspiration à la vie du jeune poète et la peur d'une disparition prématurée qui lui pèse. Sa poésie lyrique se focalise principalement sur trois sujets : l'amour, la prière et la mort. L'amour qu'il décrit est réaliste, érotique et en même temps nostalgique, inatteignable et utopique. 
Dans le poème Shelomoh ve-Kohelet (Salomon et Ecclésiaste), Lebensohn présente les deux faces du roi Salomon, la première, Salomon plein de jeunesse, de foi, d'optimisme, d'amour de la nature, de philanthropie et d'amour pour la Sulamite. L'autre face, “Ecclésiaste”, montre un homme dont la sagesse et l'expérience lui causent des doutes qui minent sa foi. Un autre poème, Ya‘el ve-Sisra, présente le meurtre de Siséra non pas comme un acte d'héroïsme, mais aussi comme une injustice morale, montrant la trahison d'un adversaire vaincu qui avait placé sa confiance dans son hôtesse. Sur les conseils de Samuel David Luzzatto, Lebensohn termine son poème dans l'esprit de la Bible, mais maintient son interprétation subversive de cette histoire particulière.   
Le motif du héros face à la mort apparait aussi dans le poème Nikmat Shimshon (La vengeance de Samson), et de façon plus notable dans deux poèmes consacrés à Moïse et à Juda Halevi. Certains critiques trouvent dans les descriptions de leur destin, un signe implicite du propre destin du poète.  
Le motif de la prière se trouve dans Ha-Tefilah (La prière), Ha-Boded ba-sadeh (Seul dans le champ), et El ha-kokhavim (Aux étoiles). Dans ces poèmes, le poète prend note de la nature et du monde, observant comme ils radient force et religion. Bien que Dieu soit présent partout et dans chaque chose, le poète montre que ce n'est pas tevel (le monde, l'univers) qui prie, mais lui, l'être humain, qui vit les phénomènes de l'intérieur et de l'extérieur.  
Le motif de la mort apparait dans de nombreux poèmes. L'exemple le plus connu est Ḥag ha-aviv (La fête du printemps, c’est-à-dire: Pessa'h), où le narrateur se trouve dans une foule entourée de jolies jeunes filles, toutes célébrant la fête à Berlin. Le narrateur cependant ne se joint pas aux festivités, car il est poursuivi par re‘ah ayumah (un horrible compagnon), sa maladie, dont le but ultime est sa mort.